# Триглав (футбольний клуб)
ФК «Триглав» Крань (словен. Nogometni Klub Triglav Kranj) — словенський футбольний клуб з міста Крань, заснований у 1920 році. Виступає у Першій лізі. Домашні матчі приймає на стадіоні «Станко Млакар», потужністю 2 060 глядачів.

## Статистика виступів в чемпіонатах
| Сезон     | Ліга                  | Місце    |
| --------- | --------------------- | -------- |
| 1991–92   | 2. СФЛ                | 2-е      |
| 1992–93   | 2. СФЛ                | 5-е      |
| 1993–94   | 2. СФЛ                | 15-е     |
| 1994–95   | 3. СФЛ - Захід        | 4-е      |
| 1995–96   | 3. СФЛ - Захід        | 3-е      |
| 1996–97   | 2. СФЛ 3. СФЛ - Захід | 11-е 8-е |
| 1997–98   | 2. СФЛ                | 1-е      |
| 1998–99   | 1. СФЛ                | 12-е     |
| 1999–2000 | 2. СФЛ                | 9-е      |
| 2000–01   | 2. СФЛ                | 1-е      |
| 2001–02   | 1. СФЛ                | 11-е     |
| 2002–03   | 2. СФЛ                | 8-е      |
| 2003–04   | 2. СФЛ                | 9-е      |
| 2004–05   | 2. СФЛ                | 8-е      |
| 2005–06   | 2. СФЛ                | 3-є      |
| 2006–07   | 2. СФЛ                | 4-е      |
| 2007–08   | 2. СФЛ                | 9-е      |
| 2008–09   | 2. СФЛ                | 3-є      |
| 2009–10   | 2. СФЛ                | 2-е      |
| 2010–11   | 1. СФЛ                | 7-е      |
| 2011–12   | 1. СФЛ                | 9-е      |
| 2012–13   | 1. СФЛ                | 8-е      |
| 2013–14   | 1. СФЛ                | 10-е     |
| 2014–15   | 2. СФЛ                | 6-е      |
| 2015–16   | 2. СФЛ                | 4-е      |
| 2016–17   | 2. СФЛ                | 1-е      |
| 2017–18   | 1. СФЛ                | 9-е      |
| 2018–19   | 1. СФЛ                | 8-е      |

1. ↑  Триглав розпочав сезон у Словенській третій лізі. Під час зимової перерви, Триглав об'єднався з клубом ФК Накло, який був учасником Словенської другої ліги. У другій половині сезону команда з назвою Триглав Накло змагалася в другій лізі, а команда, з назвою Накло Триглав змагалася в Третій лізі.

В наступньому сезоні, відновлений Триглав Крань зайняв місце Триглав Накло в другій лізі, а Накло Триглав грав у Третій лізі.